# Tournoi de Sofia (judo)
Le Tournoi de Sofia est une compétition de judo organisée tous les ans à Sofia en Bulgarie par l'EJU (European Judo Union) faisant partie de la Coupe du monde de judo féminine. Organisée fin janvier ou début février, c'est la première épreuve de coupe du monde de l'année.

## Palmarès masculin
| European Open | European Open      | European Open      | European Open      | European Open            | European Open    | European Open              | European Open        |
| Année         | -60 kg             | -66 kg             | -73 kg             | -81 kg                   | -90 kg           | -100 kg                    | +100 kg              |
| ------------- | ------------------ | ------------------ | ------------------ | ------------------------ | ---------------- | -------------------------- | -------------------- |
| 2018          | Tofig Mammadov     | Ismail Chasygov    | Georgii Elbakiev   | Étienne Briand           | Piotr Kuczera    | Clément Delvert            | Alexander Mikhaylin  |
| 2016          | Elbrus Zamanov     | Dzmitry Shershan   | Saian Ondar        | Giorgi Papunashvili      | Dmytro Berezhnyy | Ramadan Darwish            | David Moura          |
| 2015          | Adrien Raymond     | Yerassyl Sakenuly  | Sam Van't Westende | Kim Jae-bum              | Dmitry Dovgan    | Michael Korrel             | Vladut Simionescu    |
| 2014          | Yanislav Gerchev   | Golan Pollack      | Patrick Dawson     | Szabolcs Krizsan         | Alon Sason       | Mykhaylo Cherkasov         | Roy Meyer            |
| A-Tournament  |                    |                    |                    |                          |                  |                            |                      |
| Année         | -60 kg             | -66 kg             | -73 kg             | -81 kg                   | -90 kg           | -100 kg                    | +100 kg              |
| 2002          | Gal Yekutiel       | Georgi Georgiev    | Viktor Savinov     | Roman Jahoda             | Francesco Lepre  | Franz Birkfellner          | Pedro Soares         |
| 2001          | Cédric Taymans     | Georgi Georgiev    | Evgeny Karpukhin   | Elkhan Rajabli           | Steven Vidler    | Franz Birkfellner          | Alexander Mikhailin  |
| 2000          | Oscar Peñas        | Islam Matsiev      | Gil Offer          | Robert Krawczyk          | Zurab Zviadauri  | Marius Paskevicius (en)    | Gabriel Munteanu     |
| 1999          | Pedro Caravana     | Vladimir Drachko   | Guilherme Bentes   | Milan Dragic             | Sergey Vlasov    | Filip Floricoiu            | Valentin Ruslyakov   |
| 1998          | Sergey Zakalyapin  | Ernst Hofer        | Valery Merenkov    | Konstantin Savchishkin   | Roman Jahoda     | Adam Delok                 | Dmitri Selezen       |
| Année         | -60 kg             | -65 kg             | -71 kg             | -78 kg                   | -86 kg           | -95 kg                     | +95 kg               |
| 1997          | Vladimir Degtyarev | Georgi Georgiev    | Valery Merenkov    | Irakli Uznadze           | David Alarza     | Valeriano Esteban          | Carlos Amores        |
| 1996          | Oscar Peñas        | Hüseyin Özkan      | Tomohiro Domi      | Minoru Osumi             | Miroslav Jocovic | Dano Pantic                | Odysseas Tzigouzidis |
| 1995          | Orlin Russev       | Georgi Georgiev    | Ruslan Sazonov     | Irakli Uznadze           | Miroslav Jocovic | Gabriel Munteanu           | Salih Tufan Durmus   |
| 1994          | Hüseyin Özkan      | Yoshihide Nakayama |                    | Christian Bratu          |                  | Valeriano Esteban          | Selim Tataroglu      |
| 1993          |                    |                    |                    |                          |                  |                            |                      |
| 1992          |                    | Kenji Maruyama     |                    | Hidehiko Yoshida         |                  | Estela Michiaki Kamochi    | Imre Csösz           |
| 1991          | Ahn Hyo-kwang      | Sang Il-bae        | Josef Vensek       | Kim Byung-joo            | Tagir Abdulaev   | Philippe Demarche          | Frank Moreno Garcia  |
| 1990          | Na Pak-hen         | Udo Quellmalz      | Hidemasa Tokuyasu  | Tatsuto Moshida          | Tagir Abdulaev   | Katsuhiko Akiyama          | Hirotoshi Watanabe   |
| 1989          | Pavel Botev        | Yosuke Yamamoto    | Satoshi Furuta     | Bertrand Amoussou-Guenou | Luc Suplis       | Belarmino Salgado Martinez | Thomas Müller        |

## Palmarès féminin
| European Open | European Open          | European Open          | European Open          | European Open          | European Open         | European Open        | European Open               |
| Année         | -48 kg                 | -52 kg                 | -57 kg                 | -63 kg                 | -70 kg                | -78 kg               | +78 kg                      |
| ------------- | ---------------------- | ---------------------- | ---------------------- | ---------------------- | --------------------- | -------------------- | --------------------------- |
| 2019          | Mélodie Vaugarny       | Lucile Duport          | Sappho Çoban           | Maëlle Di Cintio       | Sara Rodríguez        | Giorgia Stangherlin  | Léa Fontaine                |
| 2017          | Yurie Morizaki         | Mako Uchio             | Haruka Funakubo        | Shiori Sato            | Szaundra Diedrich     | Mao Izumi            | Émilie Andéol               |
| 2016          | Mariia Persidskaia     | Ayse Saadet Arca       | Loredana Ohai          | Jennifer Wichers       | Anka Pogacnik         | Klara Apotekar       | Carolin Weiß                |
| 2015          | Noa Minsker            | Mako Uchio             | Ivelina Ilieva         | Megumi Tsugane         | Chizuru Arai          | Rika Takayama        | Svitlana Iaromka            |
| 2014          | Distria Krasniqi       | Romy Tarangul          | Hedvig Karakas         | Tina Trstenjak         | Gévrise Emane         | Assunta Galeone      | Carolin Weiß                |
| 2013          | Riho Okamoto           | Yuki Hashimoto         | Telma Monteiro         | Miku Tashiro           | Kim Polling           | Audrey Tcheumeo      | Sarah Asahina               |
| World Cup     |                        |                        |                        |                        |                       |                      |                             |
| Année         | -48 kg                 | -52 kg                 | -57 kg                 | -63 kg                 | -70 kg                | -78 kg               | +78 kg                      |
| 2012          | Laëtitia Payet         | He Hongmei             | Miryam Roper           | Martyna Trajdos        | Houda Miled           | Jeong Gyong-mi       | Ielena Ivachtchenko         |
| 2011          | Akkus Sumeyye          | Yuki Hashimoto         | Miryam Roper           | Esther Stam            | Kerstin Thiele        | Marylise Lévesque    | Tea Dongouzachvili          |
| 2010          | Charline Van Snick     | Natalia Kuzyutina      | Corina Caprioriu       | Rina Kozawa            | Yuko Imai             | Ana Velensek (en)    | Lucija Polavder             |
| 2009          | Haruna Asami           | Petra Nareks           | Telma Monteiro         | Miki Tanaka            | Abigel Joo            | Hitomi Ikeda         | Ielena Ivachtchenko         |
| 2008          | Éva Csernoviczki       | Romy Tarangul          | Kifayat Gasimova       | Elisabeth Willeboordse | Cecilia Blanco        | Maryna Pryshchepa    | Lucija Polavder             |
| 2007          | Olha Sukha             | Petra Nareks           | Liraz Ben Melech       | Urska Zolnir           | Annett Boehm          | Jenny Karl           | Lucija Polavder             |
| 2006          | Saria Kobayashi        | Petra Nareks           | Fanny Euranie          | Urska Zolnir           | Rasa Sraka            | Vera Moskalyuk       | Lucija Polavder             |
| 2005          | Alina Dumitru          | Ilse Heylen            | Sabrina Filzmoser      | Elisabeth Willeboordse | Rasa Sraka            | Hitomi Ikeda         | Nodoka Shiraishi            |
| A-Tournament  |                        |                        |                        |                        |                       |                      |                             |
| Année         | -48 kg                 | -52 kg                 | -57 kg                 | -63 kg                 | -70 kg                | -78 kg               | +78 kg                      |
| 2004          | Anna Zemla             | Ilse Heylen            | Isabel Fernandez       | Lucie Decosse          | Adriana Dadci         | Lucia Morico         | Ielena Ivachtchenko         |
| 2003          | Vanesa Arenas          | Michal Feinblat        | Michaela Soukalova     | Urska Zolnir           | Rasa Sraka            | Vera Moskalyuk       | Irina Rodina                |
| 2002          | Laura Moise-Moricz     | Barbara Bukowska       | Inga Kolodziej         | Hitomi Tokuhisa        | Marie-Hélène Chisholm | Catarina Rodrigues   | Mara Kovačević              |
| 2001          | Ilse Heylen            | Oxana Karzakova        | Tatyana Minkovskaya    | Anna Saraeva           | Raja Slako            | Polina Chekanina     | Tea Dongouzachvili          |
| 2000          | Lioubov Brouletova     | Inge Clement           | Cheryle Peel           | Jenny Gal              | Yulia Kuzina          | Emanuela Pierantozzi | Katja Gerber                |
| 1999          | Laura Moise-Moricz     | Paula Saldanha         | Arzu Bayrak            | Rasa Sraka             | Adriana Dadci         | Simona Richter       | Mara Kovačević              |
| 1998          | Tatyana Kuvshinova     | Scarlet van der Toolen | Alexandra Rinnerthaler | Kyra Gerritsjans       | Anneliese Anglberger  | Zarife Yildirim      | Emine Nur Gökdemir          |
| Année         | -48 kg                 | -52 kg                 | -56 kg                 | -61 kg                 | -66 kg                | -72 kg               | +72 kg                      |
| 1997          | Maria Karagiannopoulou | Nicole Flagothier      | Elsa Rebollo           | Miriam Blasquez        | Gamze Sakizligil      | Zarife Yildirim      | Mara Kovačević              |
| 1996          | Atsuko Nagai           | Noriko Narazaki        | Noriko Mizoguchi       | Yuko Emoto             | Leire Iglesias        | Jelena Micovic       | Yuko Tonooka                |
| 1995          | Neşe Şensoy            | Maria Karagiannopoulou | Isabel Fernandez       | Ilknur Kobas           | Gamze Sakizligil      | Mila Markova         | Tsvetana Tomova             |
| 1994          | Leposava Markovic      |                        | Ljubov Galabova        | Almudena Lopez         | Mila Markova          | Simona Richter       | Mara Kovačević              |
| 1993          |                        |                        |                        |                        |                       |                      |                             |
| 1992          | Bénédicte Nardou       | Legna Verdecia         | Driulis Gonzalez       | Ileana Beltrán         | Son Shin-sun          | Kim Mi-yun           | Estela Rodríguez Villanueva |
| 1991          | Hee Jun                | Legna Verdecia         | Hyun Hee-chun          | Ileana Beltrán         | Odalis Revé-Jiminez   | Niurka Moreno        | Estela Rodríguez Villanueva |
| 1990          |                        | Tatyana Gavrilova      | Saori Kawamura         | Dzhiang                | Ryoko Fujimoto        | Yoko Tanabe          | Daima Beltrán               |
| 1989          |                        | Maritza Perez Cardenas | Cecilia Alacan Garcia  |                        | Odalis Revé-Jiminez   |                      |                             |